# Laurent Lazard
Laurent Lazard (Francia, 31 de julio de 1978) es un piloto de rallies francés nacionalizado uruguayo. Inició su trayectoria en motocross y enduro en los años 1990. En la modalidad de rally raid ha tenido una amplia participación en el Campeonato Mundial de Rallies Cross Country, en el que obtuvo el tercer lugar para el año 2006 (450 cc).

## Carrera Deportiva
Es un piloto de rally raid, especialista de enduro. Empezó a participar en el Rally Dakar ocupó la octava posición entre los novatos de la edición de 2006 (32.º general), pilotando una motocicleta KTM 660 R; aparte de ser el primer piloto uruguayo en participar en esta competencia.
Para la edición del año 2011 formó parte del equipo  Casteau Elf Sherco junto a David Casteu, y debió abandonar la carrera en la octava etapa.
Para la edición del 2012 será parte del equipo Moto Team by Elf junto a los argentinos Eduardo Alan y Pablo Busin, y manejará una moto Yahama.
Lazard disputó su último Rally Dakar en 2018, completando la prueba por décima vez en sus doce participaciones.
También en motos, Lazard fue ganador absoluto del Desafío Ruta 40 de 2010.

## Resultados

### Rally Dakar
| Año     | Categoría | Vehículo | Posición | Etapas |
| ------- | --------- | -------- | -------- | ------ |
| 2006    | Motos     | KTM      | 32.º     | -      |
| 2007    | Motos     | KTM      | 36.º     | -      |
| 2009    | Motos     | KTM      | Ret.     | -      |
| 2010    | Motos     | KTM      | 32.º     | -      |
| 2011    | Motos     | Sherco   | Ret.     | -      |
| 2012    | Motos     | Yamaha   | 62.º     | -      |
| 2013    | Motos     | Yamaha   | 99.º     | -      |
| 2014    | Motos     | KTM      | 47.º     | -      |
| 2015    | Motos     | KTM      | 44.º     | -      |
| 2016    | Motos     | KTM      | 50.º     | -      |
| 2017    | Motos     | KTM      | 66.º     | -      |
| 2018    | Motos     | KTM      | 50.º     | -      |
| Fuente: |           |          |          |        |